# Димитър Дончев (революционер)
Димитър Малчев Дончев, с псевдоним Доктора, е революционер и политически деец, един от организаторите на Добруджанската революционна организация, участник в Септемврийското въстание.

## Биография
Роден е през 1896 г. в село Асарлък (Добромир), окръг Кюстенджа. Служи в 87 пехотен полк на българската армия в Гюмюрджина, но през 1917 г. дезертира и не взема участие във Войнишкото въстание.
Установява се във Варна и се включва в добруджанското съпротивително движение. В периода 1924 – 1925 г. става член на БКП (т.с.), помага на Дочо Михайлов. Искал да вземе участие в Септемврийското въстание през 1923 г., като организирал неуспешно щурмуване на флотските казарми във Варна. През 1926 г. е направен главен организатор на Добруджанската революционна организация (ДРО) финансирана от Москва да работи срещу България.
По решение на ЦК на ДРО е изпратен в СССР, за да учи. През 1928 г. се завръща в България и става член на ЦК на организацията. От 1930 г. е секретар на Централния ѝ комитет.
На следващата година става член на Румънската комунистическа партия и се преселва в Букурещ. На 26 юли 1931 г. е заловен край силистренското село Войново и е разстрелян.. Преди това дава показания и прави пълни самопризнания пред румънската Държавна сигурност като предава всичко каквото знае.
Село Дончево е наречено на негово име поради големия брой негови роднини, които се заселват в селото.